# Subprefeitura do Ipiranga
A Subprefeitura do Ipiranga é uma das 32 subprefeituras da cidade de São Paulo, sendo regida pela Lei nº 13.999 de 1º de agosto de 2002.
É responsável pela administração de três distritos: Ipiranga, Cursino e Sacomã. Juntos, esses três distritos totalizam 37,5 km2 que são habitados por mais de 480 878 pessoas, o que corresponde a uma densidade demográfica de aproximadamente 12 368 hab./km2. Essa subprefeitura é regida pela Lei nº 13. 999, de 01 de Agosto de 2002.

## Prefeitos regionais
- Adinilson José de Almeida (desde 18 de março de 2021)
- Rosiris de Fátima Rodrigues (7 de abril de 2020 - 18 de março de 2021)
- Caio Luz (7 de janeiro de 2019 - 7 de abril de 2020)
- Vitor Sampaio (2018 - de março a setembro)
- Milton Roberto Persoli (2018 - janeiro a março)
- Amandio Martins ( 2017 - 2018)[5]
- Edna Diva Miani Santos (2015 - 2016)[6]
- Alcides Gaspareto Júnior (2013 - 2015) [7]
- Luiz Henrique Girardi (2013 - 2013) [8]
- Vitória Brasília Lima (2010 - 2012) [9]

## Demografia

### Ipiranga
Área: 10,50 km²
População (2022): 116.271 habitantes.
Densidade demográfica: 10.178 (habitantes/km²)

### Cursino
Área: 12,80 km²
População (2022): 103.171 habitantes.
Densidade demográfica: 8.523 (habitantes/km²)

### Sacomã
Área: 14,20 km²
População (2022): 261.436 habitantes.
Densidade demográfica: 17.454 (habitantes/km²)